# Szent Miklós-templom (Marosvásárhely)
A Szent Miklós-plébániatemplom Marosvásárhely első temploma és legrégibb egyházi emléke volt. A mai Bolyai Farkas Líceum helyén állt, építése a 12. századra tehető. A reformáció utáni időszakban kihasználatlan maradt, és hamarosan elpusztult.

## Története
Építése a 12. századra tehető. Első ismert plébánosa Romanus volt, kinek nevét 1323-ban jegyezték fel, és aki az 1332-es pápai tizedjegyzék szerint esperesként 40 dénárt fizetett. 1484-ben megemlítik Lőrinc plébánost, 1508-ban Barnabást, 1513-ban Jánost, 1527-ben Eleket.
A reformáció után, 1556-ban a reformátusok vették birtokukba a templomot, azonban soha nem használták, ezért hamarosan romos állapotba került. 1602-ben, Basta dúlása után a Szent Miklós-templomhoz tartozó épületekbe helyezték át a református iskolát, mely korábban a Várban működött. Később kibővítették ezeket, de végül nem maradtak fenn, ugyanis a 19. században új iskolaépületeket emeltek. A romos Szent Miklós-templom köveit felhasználták többek között a Keresztelő Szent János-plébániatemplom építéséhez.
Nevét még több évszázadig őrizte a Szentmiklós utca elnevezés (a mai Bolyai Farkas utca déli része). Az 1990-es évek végén a Kövesdombon épült római katolikus templomot szintén Szent Miklós tiszteletére szentelték.

## Leírása
A templom a mai Bolyai Farkas Líceum helyén állt. Valószínűsíthető, hogy román stílusban épült. Mellette paplak, plébániális iskola, és temető is helyet kapott, előtte pedig a vásártér (Régivásár) helyezkedett el. A templom, a tér, és az oda betorkolló utcák alkották a középkori Marosvásárhely városmagját.